# قلیه
قلیه یکی از غذاهای سنتی و اصیل سوسنگرد و آبادان و خرمشهر است. در قدیم پخت این غذا در تنور انجام می‌شد. در تهیه این غذا معمولاً از گوشت، لوبیا، لپه، برنج، بلغور گندم، لوبیا چشم بلبلی، پیاز، آلو، برگه زردآلو، رب انار و شکر استفاده می‌شود.

## طرز تهیه
ابتدا تمام مواد به جز رب انار و شکر را درون دیگ آرام‌پز یا قابلمه قرار می‌دهیم. سپس سیر و پیاز را ریز خرد کرده و به همراه کمی نمک به مواد اضافه می‌کنیم. سپس آب را به مواد اضافه می‌کنیم به قدری که روی مواد را آب بگیرد و در طول طبخ غذا نیازی به اضافه کردن آب نداشته باشد. شعله را زیاد می‌کنیم تا آب به جوش بیاید و در این مدت نباید در قابلمه را گذاشت چون غذا سر می‌رود. پس از به جوش آمدن غذا در ظرف را گذاشته و اجازه می‌دهیم تا غذا با شعله کم به مدت ۳ الی ۴ ساعت به آرامی بپزد. هنگامی که مواد کاملاً پخته شدند آنها را با گوشت کوب کاملاً می‌کوبیم تا نرم شود سپس مجدداً آن را روی حرارت کم قرار میدیم و رب انار و شکر را به آن اضافه می‌کنیم. در این مرحله بر خلاف مرحله قبل باید غذا را مرتب هم بزنیم تا ته نگیرد. پس از ده الی پانزده دقیقه غذا آماده است. می‌توان آن را با روغن داغ و پونه تزیین کرد.